# A Ranch Romance
A Ranch Romance é um filme mudo norte-americano de 1914, do gênero faroeste, estrelado por Lon Chaney. O filme é agora considerado perdido.

## Elenco
- Murdock MacQuarrie - Jack Deering
- Agnes Vernon - Kate Preston
- Lon Chaney - Raphael Praz
- Seymour Hastings - John Preson
- Edgar Keller - Don Jose Praz